# Vitabborrtjärnen, Norrbotten
Vitabborrtjärnen är en sjö i Bodens kommun i Norrbotten och ingår i Råneälvens huvudavrinningsområde. Sjön har en area på 0,0638 kvadratkilometer och ligger 175 meter över havet.

## Delavrinningsområde
Vitabborrtjärnen ingår i det delavrinningsområde (733945-176637) som SMHI kallar för Ovan Antbäcken. Medelhöjden är 79 meter över havet och ytan är 26,09 kvadratkilometer. Räknas de 11 avrinningsområdena uppströms in blir den ackumulerade arean 208,91 kvadratkilometer. Abramsån (Djupsjöån) som avvattnar avrinningsområdet har biflödesordning 2, vilket innebär att vattnet flödar genom totalt 2 vattendrag innan det når havet efter 43 kilometer. Avrinningsområdet består mestadels av skog (83 procent). Avrinningsområdet har 0,16 kvadratkilometer vattenytor vilket ger det en sjöprocent på 0,6 procent.